# 塞尔希奥·布斯克茨
塞尔希奥·布斯克茨·布尔戈斯（1988年7月16日—），是一名西班牙足球運動員，擔任中場，現效力於美職球隊國際邁阿密。曾代表西班牙國家足球隊出賽。
布斯克茨创下了從西班牙丁级联赛直升西甲超級豪門巴薩的紀錄，不久後穩居先發幫助巴塞获得史无前例的六冠王，并于两年后以22岁的年纪成为2010年世界杯冠军的主力球员。

## 職業生涯
布斯克茨于2005年被选入巴塞罗那青年队，第一个赛季便在26场比赛中攻入7球，受到教练赏识的他两年后升入巴萨B队。
2008年9月13日，布斯克茨迎来了他职业生涯的首场西甲联赛，乃主场对阵桑坦德竞技，布斯克茨踢满了整场比赛。在该季欧洲冠军联赛巴塞罗那客场对阵巴塞尔的比赛中，布斯克茨攻入了代表一线队的首粒入球，协助球队以5:0大胜。12月22日，布斯克茨与俱乐部签订了一份5年的合同，持续到2013年。
随后布斯克茨逐渐坐稳了巴塞罗那的主力中场位置，2009年5月27日的欧洲冠军联赛决赛对阵曼联的比赛中，巴塞罗那以2:0击败对手夺冠，首发出战的布斯克茨和球队队长普约尔一起成为了自皇马的和AC米兰的之后，世界足坛第三、四个父子两代人都夺得过欧洲顶级锦标赛事冠军的球员。
巴塞罗那传奇球星克鲁伊夫曾赞扬布斯克茨，称其身材高大、脚下技术出色且位置感出色，不仅展示出了强大的制空能力和防守本领，还用数次视野颇为开阔的分球，让人领略了巴萨传统4号的风范，甚至不禁让人误以为巴萨传奇4号瓜迪奥拉在场上比赛。
2014年8月1日，官方宣佈布斯基斯改穿前隊長佩奧爾遺下的5號球衣。
2016年5月27日，巴塞羅那通過俱樂部官網宣佈與布斯克茨續約2年，布斯克茨將為巴塞羅那效力到2023年6月20日，年薪翻倍至1500萬歐元，解約金達2億歐元。

## 國家隊
2009年4月1日对阵土耳其的2010世界杯预选赛上，布斯克茨首次代表西班牙国家队出战，并协助球队2:1取胜。
2009年夏天，布斯克茨擭国家队徵召參加於南非舉行的2009年联合会杯，獲得季軍。2010年布斯克茨代表西班牙參加南非世界盃，並獲得冠軍。
布斯克茨是2010年南非世界杯冠军西班牙队中的主力後腰，由于是隊中年紀最小資歷最淺的球員，布斯克茨因此受到許多球迷的質疑是否能擔此重要大任。不过西班牙队奪冠後，球队主帅博斯克稱讚說：如果要從這支奪冠的西班牙隊中選一個人當我偶像的話，我會選擇布斯克茨。可見其在西班牙國家隊重要之程度。
2022年11月，布斯基斯獲徵召代表西班牙國家隊出戰2022年世界盃，在陣容中他是唯一一位出戰過2010年世界盃的球員。在16強對陣摩洛哥的比賽中，布斯基斯在點球大戰中罚丟西班牙隊第三点12碼，此時西班牙隊已經連續罰丟三點12碼，令西班牙在點球大戰以0-3爆冷敗給摩洛哥。世界盃完結後，布斯基斯宣布從國家隊中退役。

## 技术特点
布斯克茨的控球、传球能力均为世界顶级且位置感极其出色，视野极佳讓他一脚出球的能力更是冠绝足坛，此外腳下控球技術也非常出色，不會輕易因搶逼掉球，是少數具有頂級傳控能力的後腰；缺點是速度慢，而且身型偏向瘦弱，较容易受伤。
布斯克茨的贡献與重要性很难以数据量化，可以說是隱形的球隊核心，他的存在對攻守銜接有極大重要性。巴塞隆納與西班牙國家隊教練都曾以「真核心」、「絕對主力」形容他的地位，他是巴塞隆納傳控踢法的關鍵，為攻防轉換的樞紐，比賽節奏的節拍器。西班牙國家隊前主帥博斯克曾以「看整場比賽，看不到布斯克茨；看布斯克茨，你看到整場比賽。」來形容布斯克茨在比賽中的關鍵。
阿根廷的傳奇中場里克爾梅認為布斯克茨重新定義了5號，是有史以來唯一有10號作用的5號球員。在此之前10號是球隊的核心，而布斯克茨既可覆蓋中場，又能支援兩翼。自從布斯克茨出現後，我們才開始認為5號球員必須要有好的發揮，如果球隊踢得不好，也是因為5號球員。

## 球隊榮譽
巴塞隆納
- 西甲冠軍：2008–09，2009–10，2010–11，2012–13，2014–15，2015–16，2017–18，2018–19，2022–23[4]
- 西班牙國王盃冠軍：2008–09，2011–12，2014–15，2015–16，2016–17，2017–18，2020–21
- 西班牙超級盃冠軍：2009，2010，2011，2013，2016，2018，2022–23[5]
- 欧冠冠軍：2008–09、2010–11、2014–15
- 歐洲超級杯冠軍：2009、2011、2015
- 國際足總俱樂部世界盃冠軍：2009、2011、2015

 國際邁阿密
- 北美聯賽盃冠軍：2023

西班牙國家隊
- 世界盃冠軍：2010
- 歐洲國家盃冠軍：2012

### 个人
- 欧洲最佳新秀奖:2009
- 西甲年度进步最快球员:2009
- 欧洲杯最佳阵容:2012
- 欧冠赛季最佳阵容:2014-15
- 西甲赛季最佳阵容:2015-16
- UEFA西甲赛季最佳阵容:2015-16
- 欧洲国家联赛决赛圈最佳球员:2021

## 評價

### 教練
- 克魯伊夫（巴塞隆納教父）：位置感優、跑位聰明、防守強硬、技術全面、風格超越傳統四號、未來10年內很難有人能超越。
- 瓜迪奧拉（巴塞隆納總教練）：布斯克茨是一名很有個性的球員，他踢得很好，將擁有一個偉大的未來。
- 比拉諾瓦（巴塞隆納助教）：他的表現始終是世界級的，正是因為知道他有聰明應對的能力，才使得我們敢大膽變陣。
- 博斯克（西班牙國家隊總教練）：

•在世界盃上的表現若要挑一名球員當我的偶像，我會選擇布斯克茨，西班牙未來10年在這個位置上都是可靠的。
•看整場比賽，看不到布斯克茲；看布斯克茲，你看到整場比賽。(You watch the game, you don't see Busquets. You watch Busquets, you see the whole game.)
- 卡佩亞斯（巴塞隆納青訓主教練）：我目睹過布斯克茨打中衛、後腰、邊前衛甚至是中鋒，他的天賦毋庸置疑，所有位置他都打得很好，這正顯示出他在戰術方面過人的智慧。
- 阿莫爾（巴塞隆納一隊傳奇球員）：他個子很高，球風簡練，傳球很快。不僅如此，他的助攻能力也很強，善於進球，頭球能力也不錯。

### 媒體
- 《米蘭體育報》：布斯克茨是全世界最經典的層疊夾搶球員，是巴薩體系中的关键一環。
- 《奧斯卡-加西亞》：以控球引得對手犯規，防守則比傳統4號更具侵略性。

### 球員
- 卡塞米羅（皇家馬德里防守中場）：在我這個位置上，能選出來的球員不多，如果非要選一个的话，那就是布斯克茨了，他是世界上最棒的防守中場。[6]

## 家庭生活
塞爾吉奧·布斯克茨的父親卡路士·布斯基斯於1990年代擔任巴薩守門员（目前擔任巴薩B隊守門員教練），而塞爾吉奧也繼承了父親的基因，因此他擁有1米89的身高。布斯克茨生活相當低調，近日始有使用社群軟體。